# Gibbovalva civica
Gibbovalva civica là một loài bướm đêm thuộc họ Gracillariidae. Nó được tìm thấy ở Trung Quốc (Guangdong), Ấn Độ (Karnataka), Nhật Bản (Shikoku, Honshū, Tusima, quần đảo Ryukyu và Kyūshū), Malaysia (West Malaysia).
Sải cánh dài 6.8-8.5 mm.
Ấu trùng ăn Cinnamomum camphora, Cinnamomum daphnoides, Cinnamomum japonicum, Cinnamomum sieboldii, Cinnamomum verum, Cinnamomum zeylanicum, Neolitsea sericea và Persea thunbergii. Chúng có thể ăn lá nơi chúng làm tổ.